# Kresna
Kresna (în bulgară Кресна) este un oraș situat în partea de sud-vest a Bulgariei, în Comuna Kresna din Regiunea Blagoevgrad, pe râul Struma . La recensământul din 2001 avea o populație de 619 locuitori. Cunoscut anterior sub numele de Pirin, localitatea se află localizată la capătul nordic al  cheilor Kresna și este traversat de E79, șosea care leagă Sofia de  granița cu Grecia. La recensământul din 2011 avea o populație de 3.470 locuitori.

## Demografie
Componența etnică a orașului Kresna
     Bulgari (95,47%)
     Nicio identificare (4,09%)
     Altele (0,8%)
La recensământul din 2011, populația orașului Kresna era de 3.470 locuitori. Din punct de vedere etnic, majoritatea locuitorilor (95,47%) erau bulgari. Pentru 4,09% din locuitori nu este cunoscută apartenența etnică.